# Red (zespół muzyczny)
Red (znany też jako R3D i RED) – amerykański zespół grający rock chrześcijański, powstały w Nashville w stanie Tennessee w 2004 roku. W skład zespołu wchodzą: wokalista Michael Barnes, gitarzysta Anthony Armstrong, basista Randy Armstrong i perkusista Joe Rickard. RED tworzy rocka alternatywnego, hard rocka, heavy metal, rocka chrześcijańskiego, metal chrześcijański oraz post-grunge. Do tej pory zespół wydał siedem albumów studyjnych: End of Silence (2006), Innocence & Instinct (2009), Until We Have Faces (2011), Release the Panic (2013), Of Beauty and Rage (2015), Gone (2017), Declaration (2020). Dwa pierwsze albumy uzyskały nominacje do nagrody Grammy dla Najlepszego Albumu Gospel Rock.

## Muzycy
Obecny skład zespołu
- Michael Barnes – wokal prowadzący (od 2004)
- Anthony Armstrong – gitara prowadząca, gitara rytmiczna, wokal wspierający (od 2004)
- Randy Armstrong – gitara basowa, instrumenty klawiszowe (od 2004)

Byli członkowie zespołu
- Joe Rickard – perkusja, instrumenty perkusyjne (2009–2014)
- Jasen Rauch – gitara prowadząca (2004–2009)
- Hayden Lamb – perkusja, instrumenty perkusyjne (2006–2008)
- Andrew Hendrix – perkusja, instrumenty perkusyjne (2004–2006)

Muzycy koncertowi
- Dan Johnson – perkusja, instrumenty perkusyjne (od 2014)

## Dyskografia
| End of Silence              | - Data: 13 czerwca 2006 - Wydawca: Essential/Sony BMG               | 194 | 17 | — | - USA: 400 tys.+ |
| Innocence & Instinct        | - Data: 10 lutego 2009 - Wydawca: Essential/Sony                    | 15  | 1  | 1 | - USA: 260 tys.+ |
| Until We Have Faces         | - Data: 1 lutego 2011 - Wydawca: Essential/Sony                     | 2   | 1  | 1 | - USA: 126 tys.+ |
| Release the Panic           | - Data: 5 lutego 2013 - Wydawca: Essential/Sony                     | 7   | 2  | 1 | - USA: 100 tys.+ |
| Of Beauty and Rage          | - Data: 24 lutego 2015 - Wydawca: Essential/Sony                    | 14  | 1  | 1 | - USA: 113 tys.+ |
| Gone                        | - Data: 27 października 2017 - Wydawca: Essential/Sony              | 38  | —  | 1 |                  |
| Declaration                 | - Data: 3 kwietnia 2020 - Wydawca: Red Entertainment/The Fuel Music | 61  | 8  | 2 |                  |
| "—" album nie był notowany. |                                                                     |     |    |   |                  |